# Hypena propinqualis
Hypena propinqualis är en fjärilsart som beskrevs av Walker 1866. Hypena propinqualis ingår i släktet Hypena och familjen nattflyn. Inga underarter finns listade i Catalogue of Life.